# First and Last
First and Last é um telefilme britânico de 1989 dirigido por Alan Dossor. É estrelado por Joss Ackland como Alan Holly, foi exibido pela BBC em 12 de dezembro de 1989.

## Sinopse
A história de um homem aposentado que decide realizar seu sonho de viajar pelas extremidades da Grã-Bretanha.

## Elenco
- Joss Ackland ... Alan Holly
- Pat Heywood ... Audrey Holly
- Patricia Routledge ... Ivy
- Lionel Jeffries ... Laurence
- Deborah Findlay ... Lisa
- Tom Wilkinson ... Stephen
- Sophie Thursfield ... Shana
- Laura Davenport ... Sandra
- Thomas Wheatley ... Stephen